# Dhakeshwari-Tempel

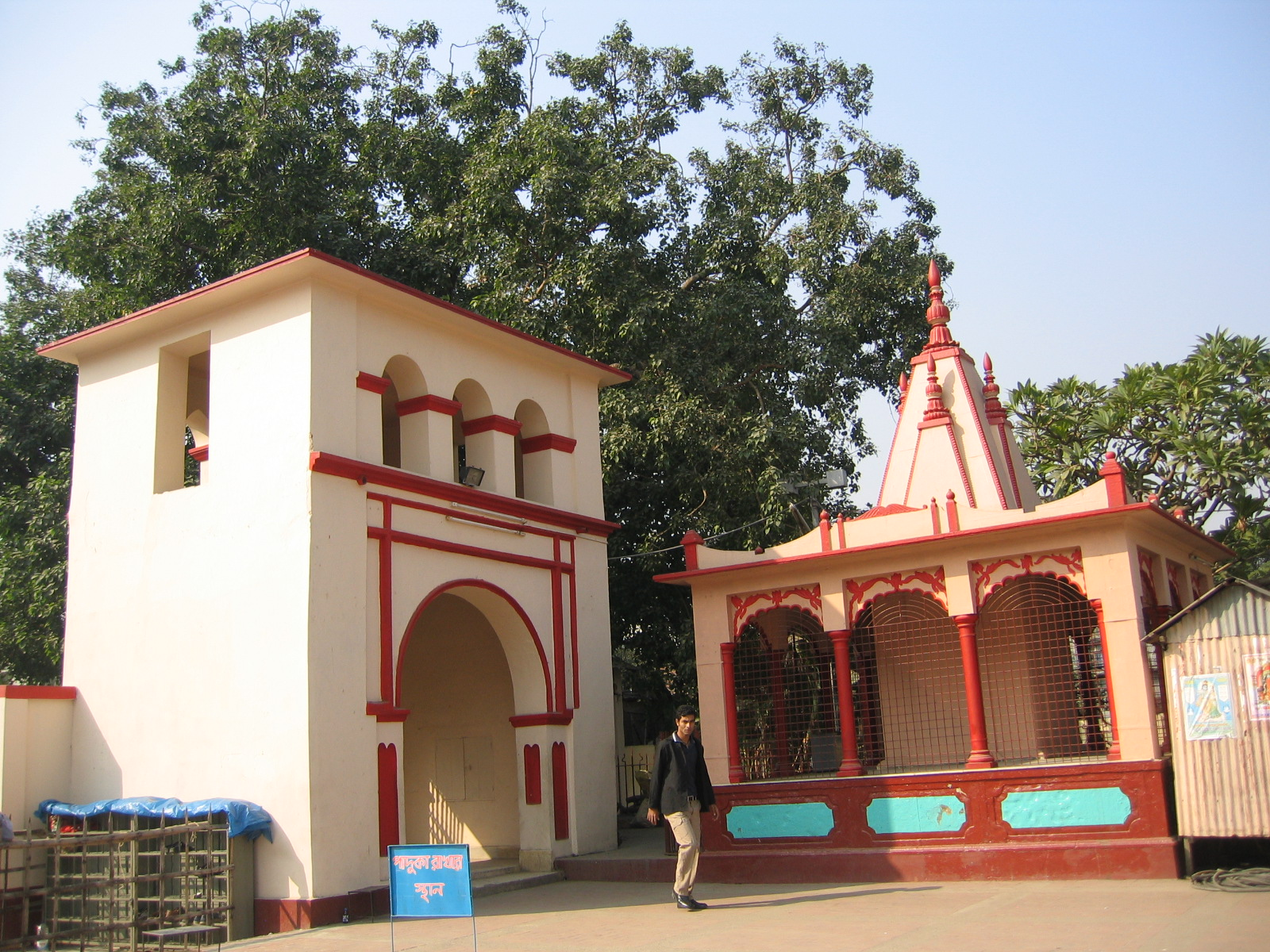
Eingang zum Hauptkomplex des Tempels

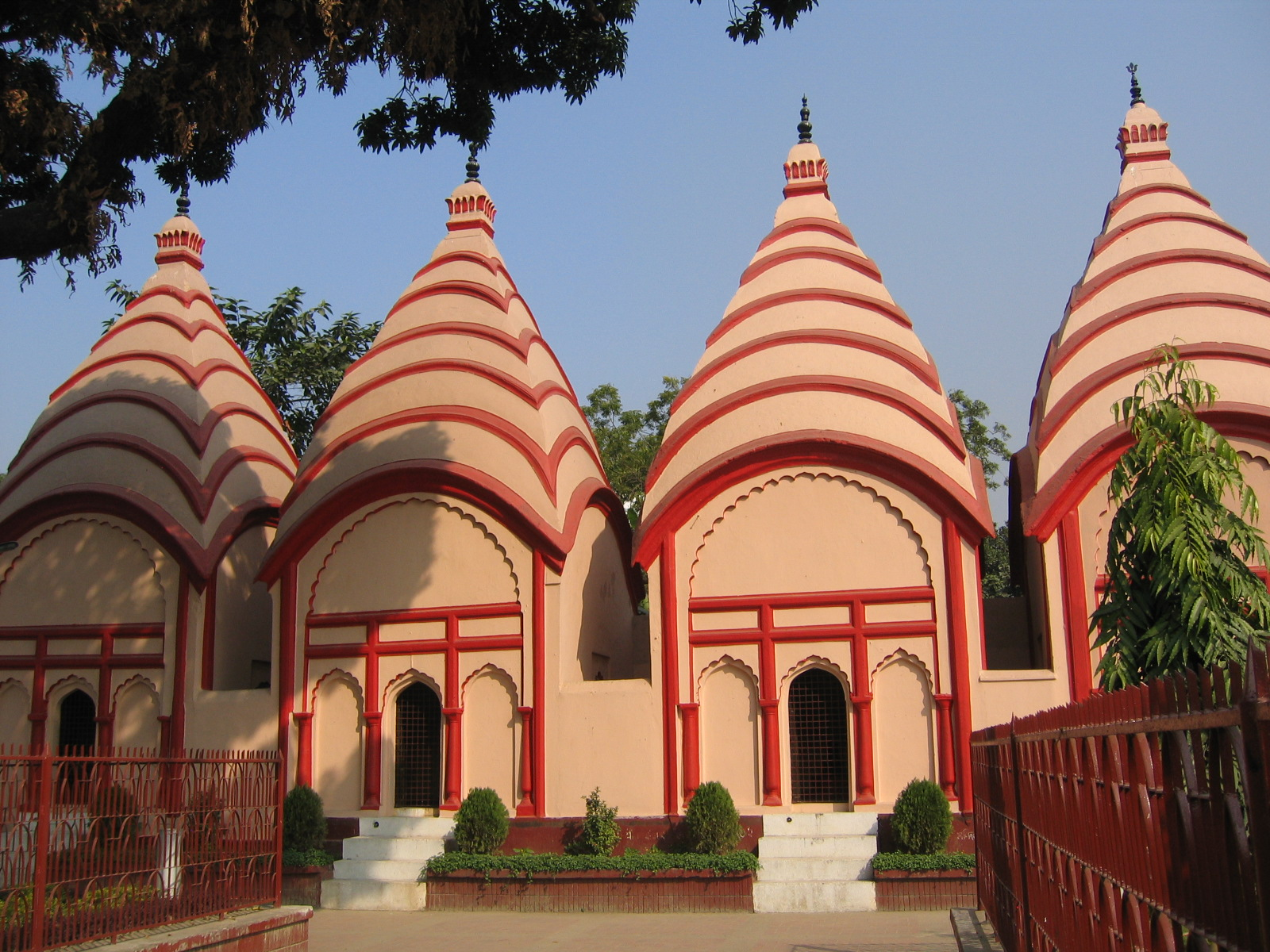
Shiva-Tempel innerhalb der Dhakeshwari-Tempel-Anlage

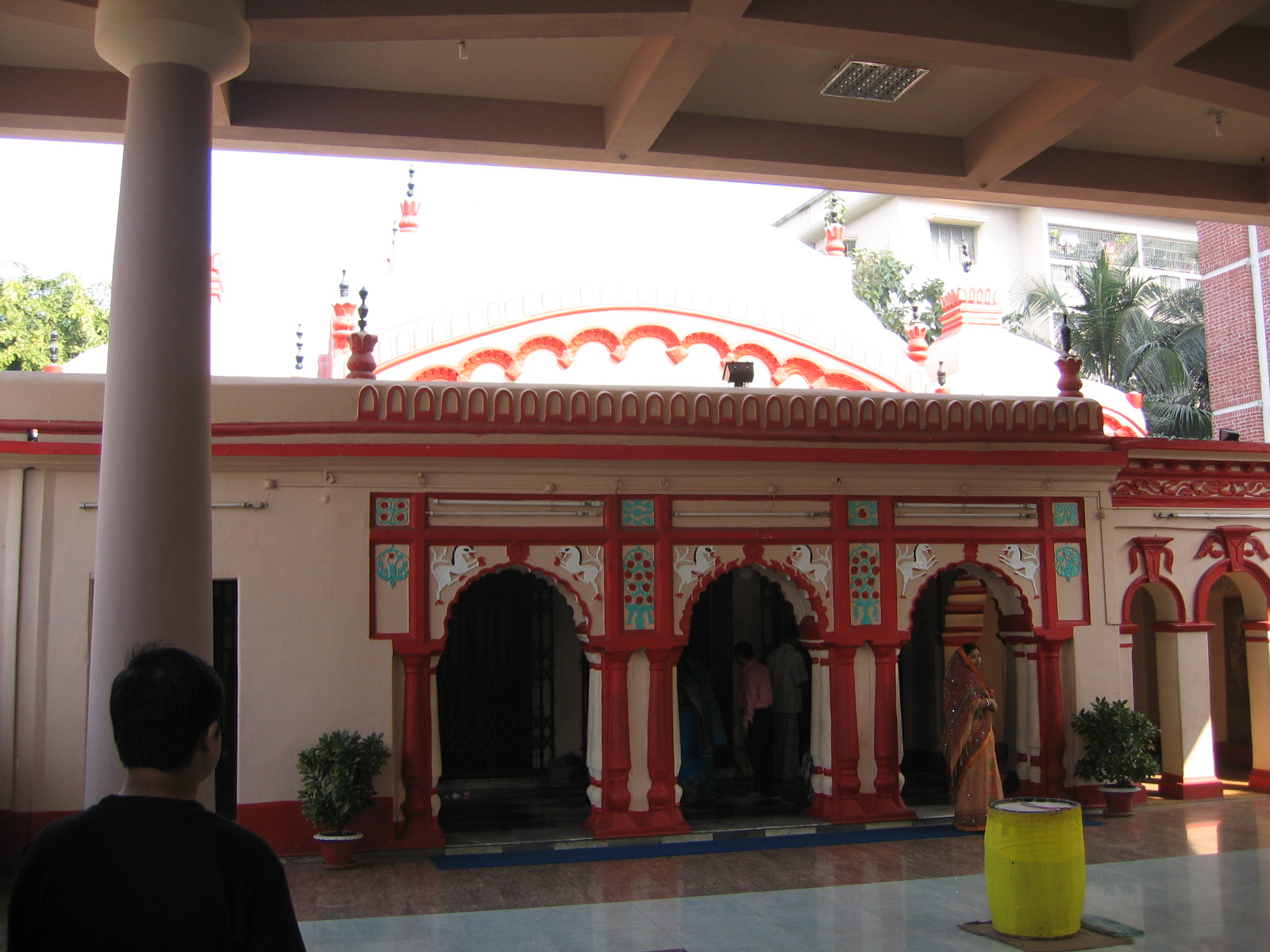
Hauptgebäude des Tempels

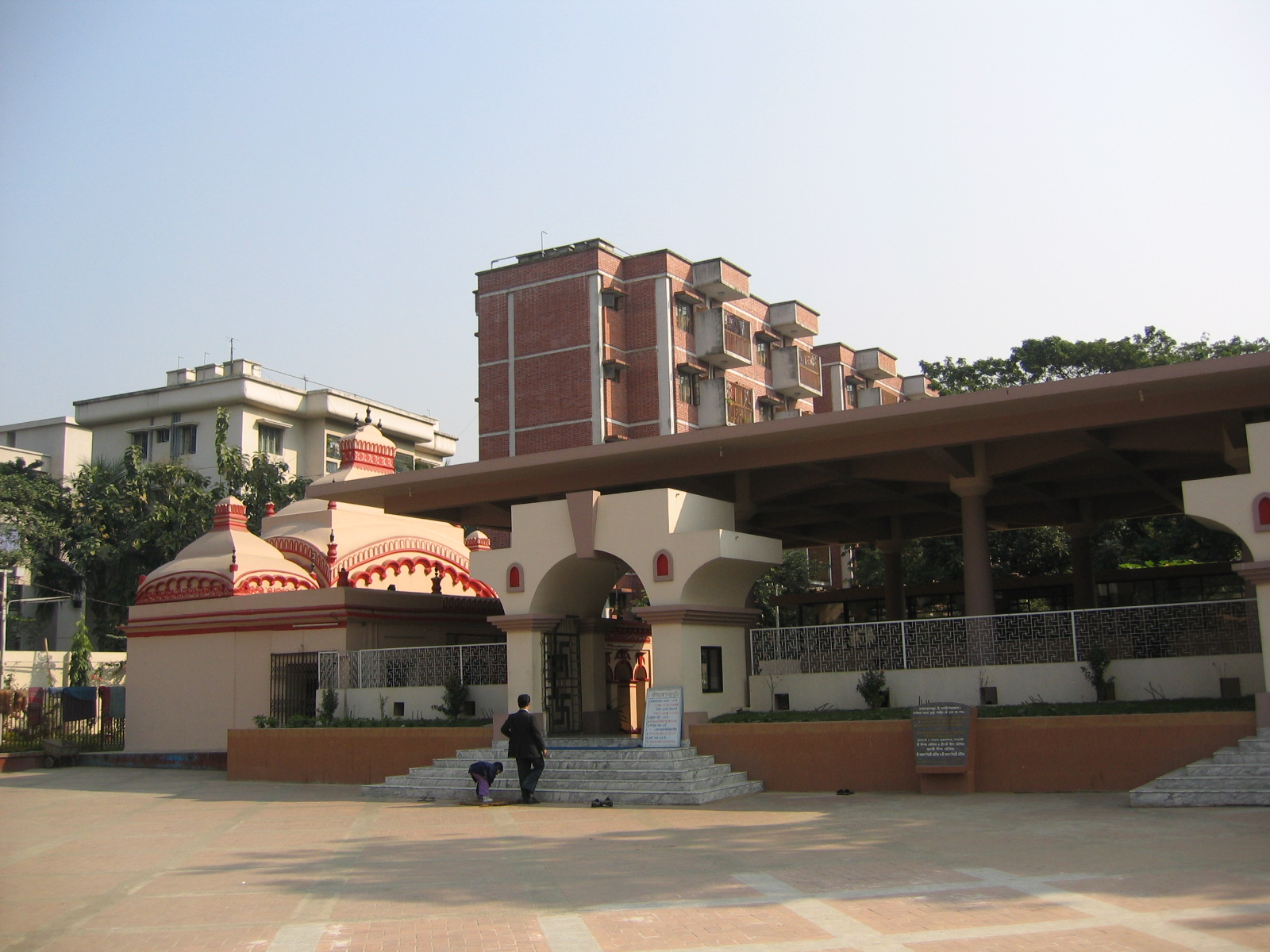
Seitenansicht des Hauptgebäudes

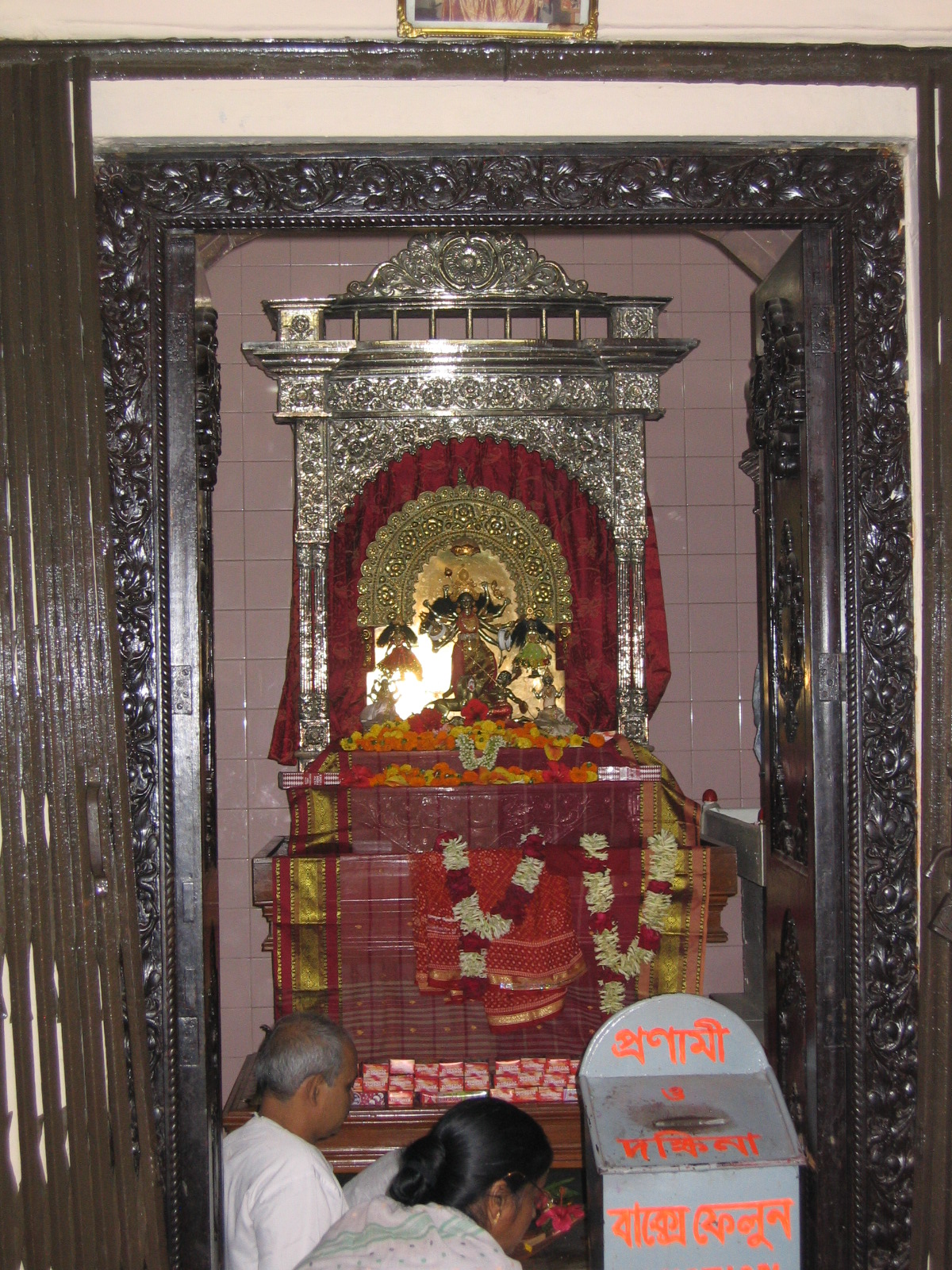
Die Statue der Göttin im Haupttempel

Der Dhakeshwari-Tempel (Bengalisch: ঢাকেশ্বরী মন্দির, Ḍhākeśbarī Mandir) ist der berühmteste Hindu-Tempel in Dhaka, Bangladesch.
Der zentral gelegene Sakralbau stammt vermutlich aus dem 11. Jahrhundert. Dieser älteste Hindu-Tempel in der Stadt ist der zehnarmigen Göttin Dhakeshwari gewidmet und vermutlich der Namensgeber Dhakas.
Der Tempelbau liegt in der Dhakeshwari Road und befindet sich knapp 500 m südwestlich der Salimullah Hall der University of Dhaka. Es gibt ein monumentales Eingangstor, das Nahabatkhana-Tor.